# 國中寺
國中寺（くになかじ）は、徳島県徳島市一宮町にある真言宗大覚寺派の寺院。山号は如意山。本尊は波切不動明王と遊戯観音。
四国八十八箇所13番大日寺新奥の院。ぼけ封じ三十三観音霊場13番札所。

## 歴史
四国八十八箇所・大日寺の新奥の院であり、現在は國中寺を大日寺が管理している。境内には平安時代より以前に創建したとされる国中神社が鎮座している。本尊の波切不動明王は海上安全の御利益があることで知られる。
國中寺はぼけ封じ三十三観音霊場の13番札所で、境内に立つぼけ封じ観音にはおじいさんとおばあさんが寄り添ったデザインとなっている。またかつては四国三十三観音霊場の札所でもあったが、現在は寺を管理している大日寺が霊場となっている。
また2008年（平成20年）には韓国の伝統舞踊家である金昴先が住職に就任し、四国八十八カ所で唯一の外国籍の住職となった。

## 前後の札所
四国八十八箇所
13 大日寺 -- 13番 新奥の院 國中寺 -- 14 常楽寺

## 交通
- 徳島自動車道「徳島インターチェンジ」より車で約30分。
- JR「府中駅」より車で約10分。